# Art bhoutanais

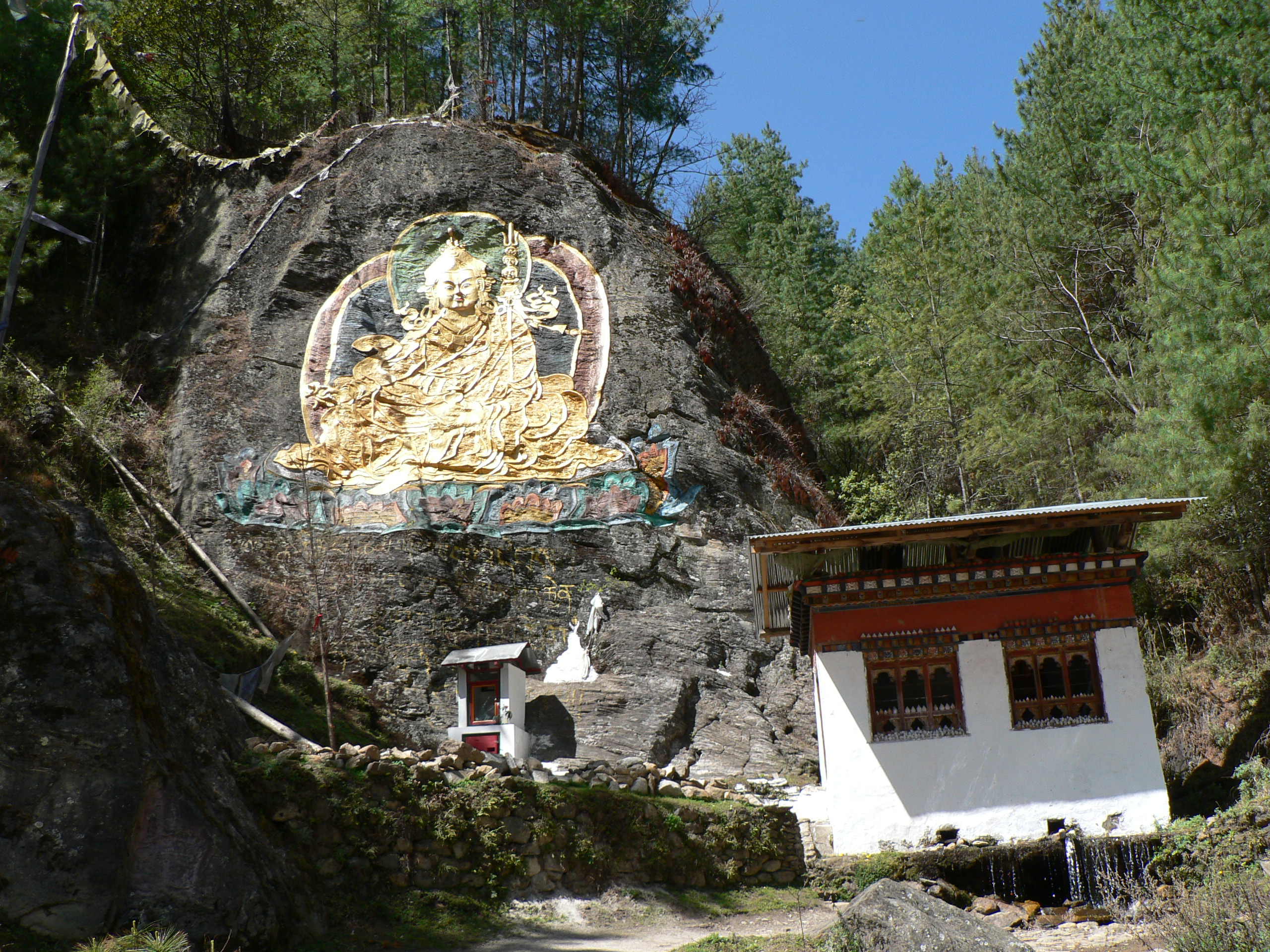
Représentation sur un rocher de Padmasambhava, nord de Thimphou

L'art bhoutanais est similaire à l'art tibétain. Tous les deux sont basés sur le bouddhisme vajrayāna et son panthéon des enseignants et des êtres divins.
Les principales écoles du bouddhisme au Bhoutan sont le Drukpa et le nyingma ou nyingmapa constituant deux courants de pensée. Le premier est une branche de la Kagyu ou Kagyupa l'une des quatre grandes traditions contemporaines du bouddhisme tibétain, connu par des peintures documentant la lignée des maîtres bouddhistes et les 70 Je Khenpo (dirigeants de l'établissement monastique du Bhoutan). L'école Nyingma est connue pour les images de Padmasambhava (maître bouddhiste du VIIIe siècle), crédité de l'introduction du bouddhisme au Bhoutan. Selon la légende, Padmasambhava cacha des trésors sacrés pour les maîtres bouddhistes futurs, en particulier Pema Lingpa. Ces « découvreur de trésors » (Tertons en tibétain) sont également des sujets fréquents représentés dans l'art Nyingma.
Chaque être divin ont des formes particulières, couleurs, et / ou objets qui leur sont attribués parmi lesquels on retrouve le lotus, la conque, la foudre ou encore le bol de mendicité. Toutes les images sacrées sont réalisées selon des spécifications qui sont restées remarquablement inchangées depuis des siècles.
L'art bhoutanais est particulièrement riche en bronzes de différentes sortes qui sont collectivement connus sous le nom de Kham-so (fait dans la région de Kham), et cela, même si elles sont faites au Bhoutan du fait que la technique impliquée a été importée de cette région du Tibet. Même si l'accent, mis sur le détail, est dérivé de modèles tibétains, leurs origines peuvent être discernées facilement, malgré les vêtements brodés à profusion. Dans le monde grotesque des démons, les artistes avaient apparemment une plus grande liberté d'action que lors de la représentation d'êtres divins.
Les arts et l'artisanat du Bhoutan qui représente « l'esprit et l'identité du royaume himalayen » exclusifs sont définis comme l'art de Zorig Chosum, ce qui signifie les « treize arts et métiers du Bhoutan » :
- Dezo - Fabrication du papier : papier artisanal fabriqué principalement à partir de la plante Daphne et de la gomme d'une racine de grimpereau.
- Dozo - Travail de la pierre : les arts de la pierre sont utilisés dans la construction des bassins en pierre et des murs extérieurs des dzongs, gompas, stūpas et de certains autres bâtiments.
- Garzo - Forge : la fabrication de produits en fer, tels que les outils agricoles, les couteaux, les épées et les ustensiles.
- Jinzo - Arts de la terre : la fabrication de statues religieuses et d'objets rituels, la poterie et la construction de bâtiments à l'aide de mortier, de plâtre et de terre battue.
- Lhazo - Peinture : des images sur les thangkas, les peintures murales et les statues aux décorations sur les meubles et les cadres de fenêtres.
- Lugzo - Moulage du bronze : production de crêtes de toit, de statues, de cloches et d'instruments rituels en bronze, ainsi que de bijoux et d'articles ménagers à l'aide de la fonte au sable et de la fonte à la cire perdue.  Les statues de plus grande taille sont réalisées par repoussé.
- Parzo - Sculpture sur bois, ardoise et pierre : en bois, en ardoise ou en pierre, pour la fabrication d'objets tels que des blocs d'impression de textes religieux, des masques, des meubles, des autels et les images en ardoise qui ornent de nombreux sanctuaires et autels.
- Shagzo - Tournage de bois : fabrication d'une variété de bols, d'assiettes, de tasses et d'autres récipients.
- Shingzo - Travail du bois : employés dans la construction de dzongs et de gompas.
- Thagzo - Le tissage : la production de certains des tissus les plus complexes produits en Asie.
- Trözo - Orfèvrerie : travail de l'or, de l'argent et du cuivre pour fabriquer des bijoux, des objets rituels et des articles ménagers utilitaires.
- Tshazo - Le travail de la canne et du bambou : la production d'articles aussi variés que des arcs et des flèches, des paniers, des récipients pour boissons, des ustensiles, des instruments de musique, des clôtures et des nattes.
- Tshemazo – Travail à l'aiguille : Travail à l'aiguille et au fil pour confectionner des vêtements, des bottes ou les thangkas les plus complexes en appliqué inversé.

L'Institut de Zorig Chosum à Thimphou, capitale du Bhoutan, est la première institution des arts et de l'artisanat mis en place par le gouvernement du Bhoutan dans le seul but de préserver la richesse de la culture et de la tradition du pays y compris la formation des étudiants dans toutes les formes d'art traditionnelles. Une autre institution similaire connue sous le nom de Trashi Yangtse se retrouve dans l'est du pays.